# Rudi Weiss
Rudi Weiss (* 3. Februar 1952 in Ingolstadt) ist ein deutscher Maler und Bildhauer. Er lebt und arbeitet in Aidlingen im Landkreis Böblingen.

## Leben und Werk
Rudi Weiss studierte von 1975 bis 1980 an der Staatlichen Akademie der Bildenden Künste Stuttgart bei Dieter Groß (* 1937), Hans Gottfried von Stockhausen, Herwig Schubert (1926–2019) und K. R. H. Sonderborg. Im selben Zeitraum studierte er an der Universität Tübingen als künstlerisches Beifach Geografie, die seitdem eine bedeutende Wechselwirkung mit seiner Landschaftsmalerei entfaltet.
Seit 1980 arbeitet Weiss als freischaffender Künstler.
Seither richtete er zahlreiche Einzelausstellungen – vor allem in Baden-Württemberg – aus und war an vielen Gruppenausstellungen beteiligt. Seit 1988 ist er Mitglied des „Künstlerbundes Baden-Württemberg“.
Weiss arbeitet in den Bereichen Malerei, Zeichnung, Druckgrafik und Bildhauerei. Der Schwerpunkt seiner Arbeit liegt in der Malerei, die zwischen konkreten Landschafts- und Architekturdarstellungen und deren Auflösung in abstrakte Farbkompositionen changiert. Größere Werkkomplexe umfassen Ölgemälde von Gebirgs- und Meerlandschaften (z. B. aus den Alpen und der Bretagne). Die Städtebilder befassen sich mit Metropolen wie London, Paris, Hongkong oder New York. Die abstrakt erscheinenden Farbfleckenmalereien gehen letztlich zurück auf Naturbeobachtungen von Gewässern, topografischen oder pflanzlichen Erscheinungen. In extremer Nahsicht werden sie auf häufig großformatigen Leinwänden entwickelt.

## Auszeichnungen und Stipendien
(Quelle: Künstlerbund Baden-Württemberg)
- 1983: Stipendium der Kunststiftung Baden-Württemberg
- 1984: Stipendium Cité Internationale des Arts Paris (Frankreich)
- 1993: Stipendium Casa Baldi, Olevano Romano (Italien)
- 1993: Preisträger der Kreissparkasse Esslingen (2. Preis)
- 2003: Kavalierhaus-Stipendium Langenargen am Bodensee

## Einzelausstellungen (Auswahl)
- 1985: Kornhaus Kirchheim[3]
- 1993: Casa Baldi, Olevano Romano (Italien)[4]
- 1999: Forum Kunst, Weil der Stadt[5]
- 2004: Städtische Galerie Donzdorf[6]
- 2007: Galerie der Stadt Tuttlingen[7]
- 2009: Zehntscheuer Rottenburg (mit Jo Winter)[8]
- 2010: Galerie Moderne, Bad Zwischenahn (mit Kubach & Kropp)[9]
- 2011/2012: Galerie Anja Rumig, Stuttgart[10]
- 2012: Galerieverein Leonberg (mit Andrea Zaumseil)[11]
- 2014: Galerie Cyprian Brenner, Hüttlingen (mit Elly Weiblen)[12]
- 2014: Galerie Tendenz, Sindelfingen[13]
- 2017: Galerie Cyprian Brenner, Schwäbisch Hall, Eiskeller[14]
- 2018: Galerie Netuschil, Darmstadt (mit Armin Göhringer)[15]
- 2020: Kunstverein Eislingen[16]
- 2021: Galerie Kersten, Brunntal und München[17]
- 2023: Galerie Netuschil, Darmstadt (mit Walter Schembs)[18]

## Kunst am Bau

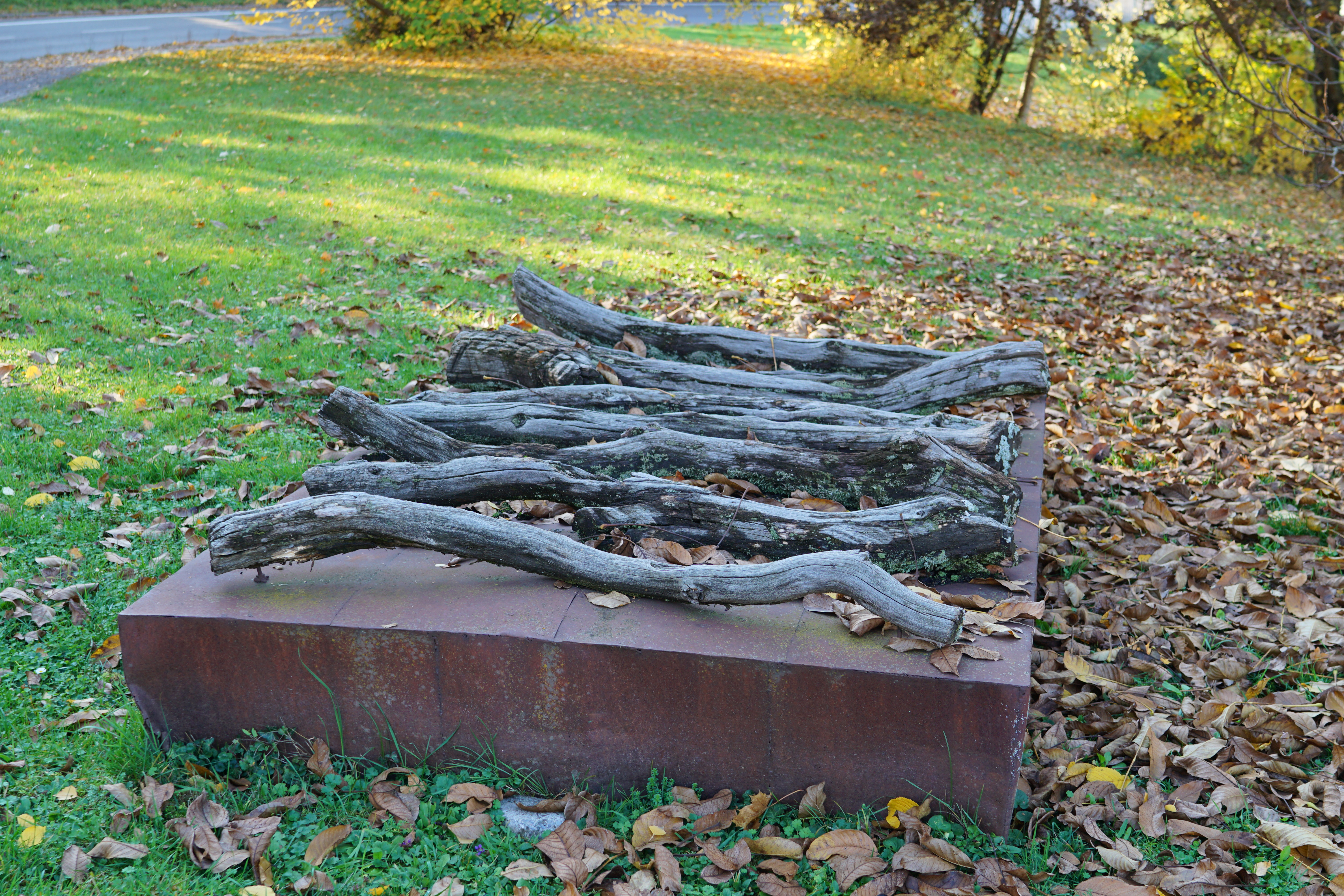
Bauernopfer, Sindelfingen

- 2000: Sindelfingen (Skulptur Bauernopfer)[19]
- 2002: Landkreis Böblingen, Skulpturenpfad Venusberg[20]
- 2019: Landkreis Böblingen, Skulptoura[20]